# Optimates
De optimates (oppersten, enkelvoud optimaat) waren de tegenhangers van de populares in het Romeinse Rijk. De optimates wilden dat er meer macht naar de senaat ging en minder naar volksvergaderingen en volkstribunen. Deze politieke beweging lijkt vooral met de opkomst van de Gracchen (Tiberius Sempronius Gracchus (tribunus plebis in 133 v.Chr.) en Gaius Sempronius Gracchus) vorm te hebben gekregen als een soort van tegenbeweging tegen de populaire, progressieve landhervormingen van de Gracchen.
Marcus Tullius Cicero, zelf een aanhanger van de optimates, gaf in zijn verdedigingsrede voor Publius Sestius de volgende tweedeling tussen populares en optimates:

Twee groepen van hen, die zich hebben toegelegd op politiek actief zijn en in deze een vooraanstaande positie innemen, zijn (er) steeds in deze stad geweest: van deze groepen hebben de enen zich uitgegeven voor populares, de anderen voor optimates (om aldus ook) te worden beschouwd en te zijn. Die wilden dat al wat ze deden en al wat ze zeiden voor de massa aangenaam is, werden als populares, die echter zich zodanig gedroegen dat hun adviezen bij iedere beste man goedkeuring wegdroegen, als optimates werden beschouwd.
— Pro Sestio 96.

## Prominente optimaten
- Lucius Cornelius Sulla
- Marcus Porcius Cato Censorius maior (Cato de Oudere)
- Gnaius Pompeius Magnus maior
- Marcus Porcius Cato Uticensis minor
- Marcus Tullius Cicero
- Titus Annius Milo
- Marcus Junius Brutus
- Marcus Licinius Crassus Dives

## Referentie
- A.J. Janssen, art. Optimates, in G. Bartelink - M.A. Beek - A. van den Born - G. Bouwman - J. Nuchelmans - J. Vergote (edd.), Woordenboek der Oudheid, Roermond, 1965.